# Marta Irene Litter
Marta Irene Litter (Buenos Aires, 3 de agosto de 1946) es una química argentina especializada en la investigación y desarrollo de tecnologías alternativas para la remoción de arsénico, plomo y uranio del agua superficial. Es investigadora superior ad honorem del CONICET y docente y consultora del Instituto de Investigación e Ingeniería Ambiental (3iA) de la Universidad Nacional de San Martín.

## Biografía
Hija de científicos -madre bioquímica y padre médico- Litter realizó el secundario en el Colegio Nacional de Buenos Aires (promoción 1964).
En 1969 se recibió de licenciada en Ciencias Químicas con orientación Química Orgánica en la Facultad de Ciencias Exactas y Naturales de la Universidad de Buenos Aires.
En 1973 obtuvo su doctorado en Química, también de la Facultad de Ciencias Exactas y Naturales de la UBA, con la tesis "Benzoilación de aldonamidas y aldonolactonas: Reacciones de eliminación-Beta y de alcohólisis de O-Benzoil-aldonolactonas", bajo la dirección de Rosa María Muchnik de Lederkremer. Obtuvo la calificación de sobresaliente.
En 1983 comenzó su estancia postdoctoral en el  Departamento de  Química de la Universidad de Arizona, en Estados Unidos. Allí obtuvo su título de posdoctorado en Química de Polímero, bajo la dirección de Carl Shipp Marvel.
Sus líneas de investigación se centran en la remoción de contaminantes orgánicos e inorgánicos, cromo, arsénico, plomo, en los procesos avanzados de oxidación-reducción y en la síntesis de nanomateriales por oxidación anódica o por química verde.
Fue Investigadora Principal en la Comisión Nacional de Energía Atómica (CNEA) - Argentina hasta su retiro, lugar donde se desempeñó como Jefa de la División de Química de la Remediación Ambiental entre 2009 y 2018. 
Es investigadora superior ad honorem del CONICET y docente y consultora del Instituto de Investigación e Ingeniería Ambiental (3iA) de la Escuela de Hábitat y Sostenibilidad (EHyS) de la Universidad Nacional de San Martín. Su investigación se enfoca al tratamiento de contaminantes orgánicos e inorgánicos en agua y aire por tecnologías avanzadas innovadoras, especialmente fotocatálisis heterogénea y uso de nanomateriales.
Es autora de más de 200 publicaciones científicas en revistas internacionales, libros y capítulos de libros.

## Premios y distinciones
A lo largo de su carrera recibió numerosos premios y reconocimientos: 
- Recibió el Premio Mercosur en dos oportunidades, en 2006 y en 2011.
- En 2016 fue designada pionera de la fotocatálisis en Argentina.
- En 2019 ingresó como miembro de la Academia de Ciencias del Tercer Mundo (TWAS).[4]
- En 2020 como miembro de la Academia de Ciencias de América Latina (ACAL).

En reconocimiento a su labor científica, en 2021 recibió el Premio Dr. Eduardo Charreau a la Cooperación Científico-Tecnológica Regional y también el Latin American Women in Chemistry, que es otorgado por la American Chemical Society (ACS) y la Federación Latinoamericana de Asociaciones Químicas (FLAQ), que reconocen a mujeres científicas hispanohablantes que han contribuido a la química y, a la vez, promueven la igualdad de género en las ciencias. 
En 2022, el Ministerio de Ciencia de la Argentina le otorgó el Premio Houssay a la Trayectoria 2022 en el Área de Ciencias y Tecnologías Ambientales.
En 2023 obtuvo el Premio Konex de Platino en Fisicoquímica y Química Inorgánica en reconocimiento al trabajo desarrollado en la década 2013-2023 en la Argentina.